# Таранто (затока)
 Таранто (італ. Golfo di Taranto, лат. Tarentinus Sinus) — затока, розташована у північній частині Іонічного моря, на крайньому півдні Італії.

## Географія
Затока розташована у морській акваторії між «каблуком Італійського чобота» на сході (область Апулія) і його «носком» на заході (область Калабрія). Узбережжя і райони північної частини затоки належать до італійської області Базиліката. Найбільше місто і порт — Таранто. Довжина узбережжя затоки складає 140 кілометрів, води прозорі й багаті рибою. Глибина досягає 2657 метрів. Припливи півдобові, їх величина 0,3 метра. На березі ростуть гаї з піній і кипарисів. У затоці знаходяться острови Чераді.

## Історія
Береги затоки вже в глибоку давнину були заселені італійськими племенами. У VIII—VI століттях до н. е. тут з'являються грецькі колонії, виникають міста — поліси. Греки назвали затоку Іонічною (грец. Ionios Kolpos), а регіон, прилеглий до нього, став відомий як Велика Греція. У III—II століттях до н. е. ця територія була підпорядкована римлянам, які придумали сучасну назву Tarentinus Sinus. Після падіння Риму в V столітті регіон перейшов під владу Візантії, потім арабів і норманів. У пізнє середньовіччя і новий час території навколо затоки входили в Неаполітанське королівство і Королівство Обох Сицилій, в XIX столітті стали частиною об'єднаної Італії. У роки Першої світової війни затока Таранто була закрита для судноплавства.
26 квітня 1977 року спеціальним президентським указом вся акваторія затоки була оголошена «внутрішнім морем» Італії, її «історичною спадщиною», внаслідок чого затока знаходиться під повною юрисдикцією італійської держави. Таке рішення спочатку було оскаржено США, Великою Британією та Мальтою, проте нині це питання практично не зачіпається.
У затоці розташована велика військово-морська база НАТО.